# 木村栄一 (保険学者)
木村 榮一（きむら えいいち、1925年（大正14年）1月11日 - 2013年（平成25年）1月4日）は、日本の保険学者。一橋大学名誉教授。日本保険学会理事長、日本学術会議13期・14期会員、明治生命保険（現明治安田生命保険）社員総代・評議員会議長等、国際保険学会(IIS)理事、国際保険学会議(AIDA)理事等を歴任。
日本人として初めて国際保険学会議(AIDA)メダルを受章。住田海事奨励賞、日経・経済図書文化賞受賞。正四位勲三等旭日中綬章。加藤由作門下で、指導学生に近見正彦など。

## 人物
熊本県熊本市（旧：下益城郡隈庄町→城南町）生まれ。海軍経理学校に入学し、大日本帝国海軍主計少尉として終戦を迎えた。
1946年に旧制東京商科大学（現一橋大学）に復学。長崎時代の恩師松野賢吾の紹介で井藤半彌ゼミに入り財政学を学んだ。
1949年に大学を首席で卒業後、大蔵省（現財務省）の内定を断り大学の助手に就任。その後、伊藤の勧めで加藤由作に師事して海上保険学研究に転じた。一橋大学商学部教授、商学部学部長、日本学術会議会員、明治生命保険（現明治安田生命保険）評議員会議長を歴任。日本保険学会理事長を1981年から6期11年務めた。住田海事奨励賞、日経・経済図書文化賞受賞。
1988年一橋大学を定年退職し、中央大学商学部教授に就任。2013年肺炎のため国立市の国立さくら病院で死去。墓所は多磨霊園。死後、蔵書が中出哲早稲田大学教授の尽力で東京海上日動火災保険により受贈された。

## 学歴
- 1941年 熊本県立商業学校（現熊本県立熊本商業高等学校）卒業
- 1944年 長崎経済専門学校（現長崎大学経済学部）卒業、海軍経理学校入学
- 大日本帝国海軍主計少尉等を経て、1949年 東京商科大学（現一橋大学）卒業。
- 1964年（昭和39年） 商学博士（一橋大学）。

## 職歴
- 1949年 一橋大学商学部助手
- 1953年 同講師
- 1957年 同助教授
- 1960年から1961年及び1961年から1962年まで アレクサンダー・フォン・フンボルト財団の援助でハンブルク大学留学
- 1965年 一橋大学商学部教授昇進
- 1969年から1971年まで 一橋大学商学部長及び評議員
- 1983年 アレクサンダー・フォン・フンボルト財団の援助でハンブルク大学留学
- 1988年 一橋大学を定年退官し、一橋大学名誉教授の称号を受ける。後中央大学教授。

## 社会的活動
- 1976年から1985年まで明治生命保険相互会社（現明治安田生命保険相互会社）社員総代
- 1976年から国際保険学会(IIS)理事
- 1977年から明治生命保険相互会社（現明治安田生命保険相互会社）評議員
- 1978年から国際保険学会議(AIDA)理事
- 1981年から日本保険学会理事長
- 1985年から日本学術会議13期会員。

## 受賞・栄典
- 1964年（昭和39年） 各務記念賞
- 1980年（昭和55年）
  - 第12回住田海事奨励賞
  - 第23回日経・経済図書文化賞
- 1998年（平成10年） 国際保険学会議（AIDA）メダル
- 2002年（平成14年） 勲三等旭日中綬章
- 2013年（平成25年） 正四位